# Полесье (Ростовская область)
Поле́сье — посёлок в Милютинском районе Ростовской области.
Входит в состав Селивановского сельского поселения.

## История
В 1987 году указом Президиума Верховного Совета РСФСР Посёлку Селивановского лесхоза присвоено наименование Полесье.

## Население
| 2010 |
| ---- |
| 82   |

## Улицы
- ул. Лесная,
- ул. Сосновая.